# Renanthera
Renanthera, viết tắt là Ren, đôi khi được gọi là lan khô mộc, là một chi thực vật thuộc họ Orchidaceae.

## Hình ảnh

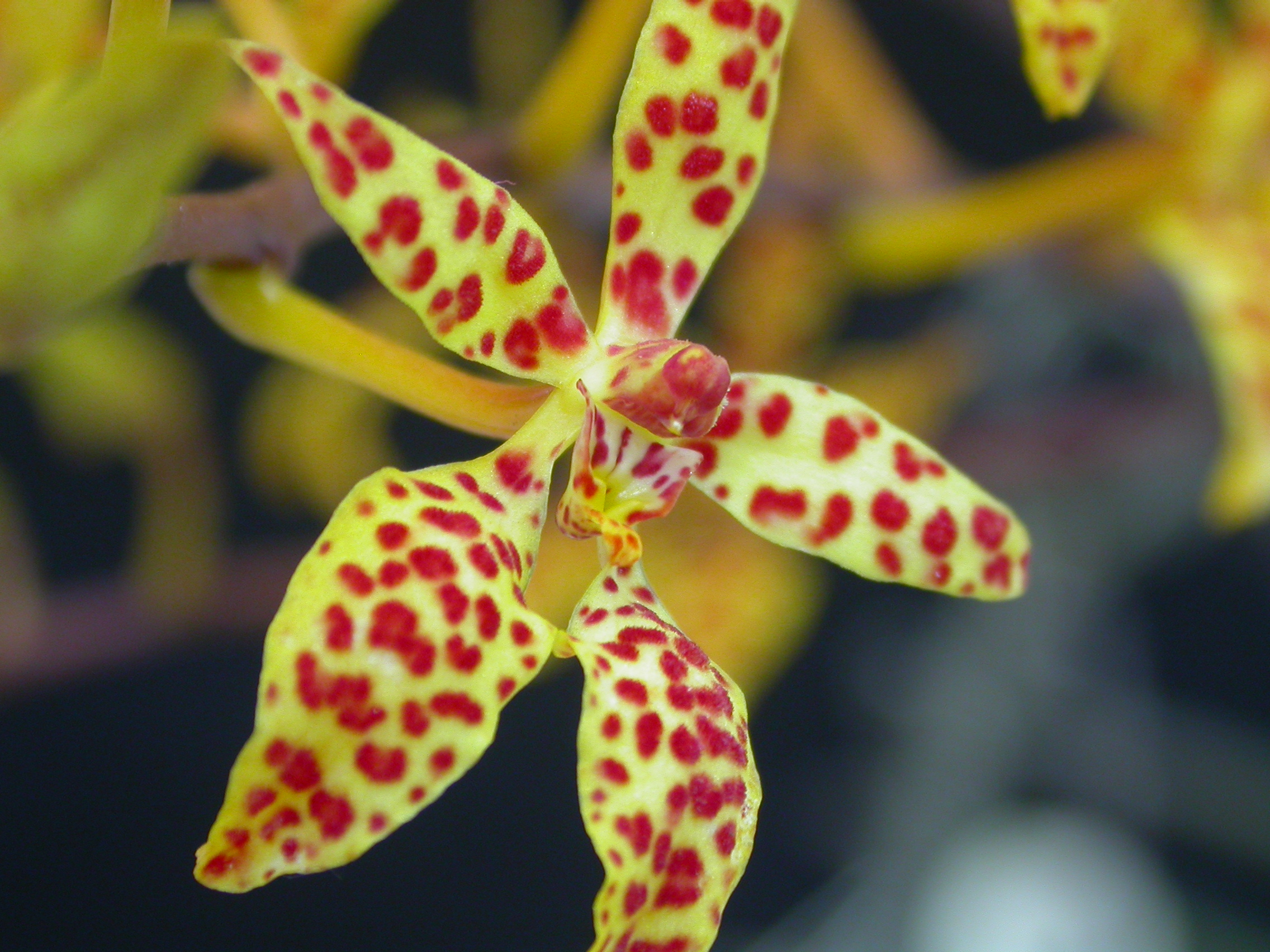